# 迪耶讷-欧比尼
迪耶讷-欧比尼（法語：Diennes-Aubigny，法語發音：[djɛn obiɲi]）是法国涅夫勒省的一个市镇，属于讷韦尔区。该市镇于1862年由原市镇迪耶讷（Diennes）和欧比尼（Aubigny）合并而成。

## 地理
迪耶讷-欧比尼（46°55'14"N, 3°34'55"E）面积36.89 平方千米，位于法国勃艮第-弗朗什-孔泰大區涅夫勒省，该省份为法国中部省份，北至约讷省，西北接卢瓦雷省，西接谢尔省，南至阿列省，东南接索恩-卢瓦尔省，东临科多尔省。
与迪耶讷-欧比尼接壤的市镇（或旧市镇、城区）包括：费尔特雷沃、韦尔讷伊、塞西拉图尔、尚韦尔、卡讷河畔蒙蒂尼、圣格拉蒂安-萨维尼、蒂扬日、维尔朗吉。

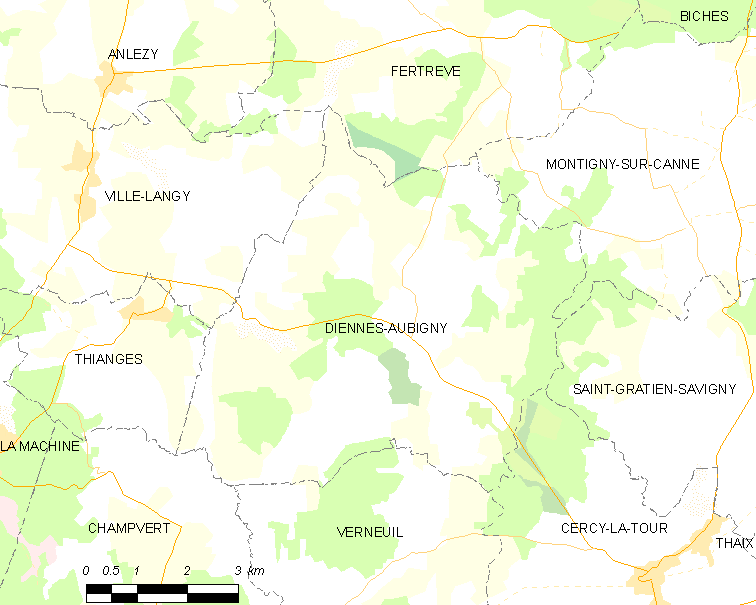
迪耶讷-欧比尼的OSM定位图

迪耶讷-欧比尼的时区为UTC+01:00、UTC+02:00（夏令时）。

## 行政
迪耶讷-欧比尼的邮政编码为58340，INSEE市镇编码为58097。

## 政治
迪耶讷-欧比尼所属的省级选区为盖里尼县。

## 人口

1962-2008年间迪耶讷-欧比尼人口变化图示

迪耶讷-欧比尼于2022年1月1日时的人口数量为91人。